# Sonate voor twee piano's (Bax)
De Sonate voor twee piano's is een compositie van Arnold Bax.
Bax gebruikte zijn werken voor twee piano's om te oefenen in orkestratie. Hij heeft zelf als redelijk pianist werken voor orkest gearrangeerd naar twee piano's wanneer er onvoldoende geld was om een symfonieorkest in te schakelen, pianomaatje York Bowen "begeleidde" hem daarin. Echter deze sonate voor twee piano's was bedoeld voor het pianoduo/-echtpaar Ethel Bartlett en Rae Robertson, die het dan ook als eerste speelden op 10 december 1929. Het werk is daarna uitgezonden naar het ISCM Festival, versie 1930 gehouden in Luik, alwaar het ingeschaald als voorzichtig modern. 
Bax gaf zelf al een hint weg voor deel 1; het moet suntained gespeeld worden, want het gaat over de komst van de lente. Pianist introduceerde het werk als poem of spring. De delen 2 en 3 herinneren aan Bax’ verblijf Ierland. Het werk kent drie delen:
- Molto moderato (quasi andante) – Allegretto scherzando (ma non troppo presto)
- Lento espressivo
- Vivace e feroce (ma non troppo presto).

In 2017 zijn er drie verschillende uitvoeringen verkrijgbaar:
- Bartlett en Robertson: selected recordings 1927-1947 op APR
- Jeremy Brown en Seta Tanyel: Piano duos van Bax op Chandos in een opname uit 1987
- Ashley Wass en Martin Roscoe: Music for two pianos in een opname uit 2006